# Рафаель Оньєдіка
Рафаель Оньєдіка Нвадіке (англ. Raphael Onyedika Nwadike; 19 квітня 2001) — нігерійський футболіст, півзахисник клубу «Брюгге» та збірну Нігерії.

## Клубна кар'єра
Оньєдіка розпочав кар'єру в нігерійському клубі «Ебедей». У 2019 році Рафаель підписав контракт із данським «Мідтьюлланном», де почав виступати за молодіжний склад. У 2020 році Оньєдіка для отримання ігрової практики на правах оренди перейшов у «Фредеріс». 13 вересня у матчі проти «Колдінга» він дебютував у Першому дивізіоні Данії. У цьому поєдинку Рафаель забив свій перший гол за «Фредерісію». Після закінчення оренди Оньєдіка повернувся до «Мідтьюллан».
16 липня 2021 року в матчі проти «Оденсе» він дебютував у данській Суперлізі. 28 липня у відбірковому поєдинку Ліги чемпіонів проти шотландського «Селтіка» Рафаель забив свій перший гол за «Мідтьюллан». У 2022 році він допоміг клубу здобути Кубок Данії.
Влітку 2022 Оньєдіка перейшов у бельгійський «Брюгге». Сума трансферу становила 9 млн євро.

## Виступи за збірну
27 вересня 2022 року Оньєдіка дебютував за збірну Нігерії в товариському матчі проти Алжиру (1:2).

## Досягнення
- Володар Кубка Данії (1):

«Мідтьюлланн»: 2021/22
- Чемпіон Бельгії (1):

«Брюгге»: 202/24
- Володар Кубка Бельгії (1):

«Брюгге»: 2024/25
- Володар Суперкубка Бельгії (1):

«Брюгге»: 2025